# Chance (album)
Chance je studiové album skupiny Manfred Mann's Earth Band, vydané v roce 1980.

## Seznam skladeb
1. "Lies (Through the 80's)" (Denny Newman) – 4:37
2. "On the Run" (Manfred Mann, Tony Ashton, Florrie Palmer) – 3:53
3. "For You" (Bruce Springsteen) – 5:41
4. "Adolescent Dream" (Mann) – 2:42
5. "Fritz the Blank" (Mann) – 2:52
6. "Stranded" (Mike Heron, Mann) – 5:49
7. "Hello, I Am Your Heart" (Dennis Linde) – 5:19
8. "No Guarantee" (Mann) – 3:50
9. "Heart on the Street" (Tom Gray) – 4:56
10. "A Fool I Am" (single B side) (Mann, Pat King, John Lingwood, Steve Waller) – 4:16
11. "Adolescent Dream" (single version) (Mann) – 2:24
12. "Lies (Through the 80's)" (single version) (Newman) – 4:15
13. "For You" (single version) (Springsteen) – 3:53

Skladby 10-13 vyšly jen jako bonusy na CD reedici v roce 1999, ale ne na původním albu.

## Sestava
- Manfred Mann – klávesy, zpěv ("Adolescent Dream")
- John Lingwood – bicí
- Pat King – baskytara, bass pedály
- Mick Rogers – kytara
- Steve Waller – kytara, zpěv ("This Is Your Heart")
- Chris Thompson – zpěv ("Lies Through The 80s", "On The Run", "For You")

a
- Trevor Rabin – kytara
- Robbie McIntosh – kytara
- Geoff Whitehorn - kytara
- Dyan Birch – zpěv ("Guarantee" a další)
- Willy Finlayson – zpěv ("Heart On The Street")
- Peter Marsh – zpěv ("Stranded")
- Carol Stocker – doprovodný zpěv
- Barbara Thompson – saxofon